# آوگوست لودویگ فن اشلتسر
آوگوست لودویگ فن اشلتسر (آلمانی: August Ludwig von Schlözer؛ ۵ ژوئیهٔ ۱۷۳۵ – ۹ سپتامبر ۱۸۰۹) یک تاریخ‌نگار اهل آلمان بود. او به مکتب تاریخ‌نگاری گوتینگن تعلق داشت.